# 蓟州 (古代)
蓟州，中国古代的州。

## 沿革
唐朝开元十八年（730年）析幽州置，治所在渔阳县（治今天津市蓟州区）。土贡：白胶。户五千三百一十七，口万八千五百二十一。下辖三县：渔阳县、三河县（治今河北省三河市泃阳镇三里庄）、玉田县（治今河北省玉田县玉田镇）。辖境约今天津市蓟县，河北省三河、遵化、兴隆、玉田、大厂等市县和唐山市丰润、丰南区地。天宝元年（742年），天下改州为郡，故蓟州改为渔阳郡，乾元元年（758年），再改为蓟州。五代后晋时，割燕雲十六州予契丹，蓟州即在此列。北宋宣和四年（1122年），金朝将之归还。北宋赐郡名曰广川郡。下领三县：渔阳县、三河县、玉田县。宣和六年（1124年），以玉田县为经州。宣和七年（1125年），蓟州、经州复为金朝所占。
金朝时，蓟州属中都路，金朝以后蓟州西部辖境缩小。贞祐三年（即元太祖十年，1215年），元军攻克金中都及其附近地区。其地仍为蓟州，下领五县：渔阳县、丰闰县、玉田县、遵化县、平谷县。至元二十一年（1284年），设置大都路，为其所辖。明朝洪武初年，明军攻克元大都。蓟州属北平府，省渔阳县入州，后北平府改顺天府，仍隶之。沿袭至清朝，不辖县。辛亥革命后，全国废府州厅改县，是为蓟县，2016年7月28日改为蓟州区。

## 刺史
唐朝蓟州刺史
- 柳充庭（开元年间）
- 魏远望（开元年间）
- 张某（737年）
- 渔阳郡太守
- 朱怀珪（762年—766年）
- 马实（建中年间）
- 陆岘（812年—814年）
- 李休祥（元和年间）
- 周元长（824年）
- 张仲斌（会昌末年—848年）
- 张允中（857年）
- 宋再初（858年）
- 张允皋（861年—863年）
- 张建章（865年—866年）
- 唐彦谦（中和年间）

## 唐詩
杜甫「聞官軍收河南河北」
劍外忽傳收薊北，初聞涕淚滿衣裳。
卻看妻子愁何在，漫巻詩書喜欲狂。
白日放歌須縱酒，青春作伴好還鄉。
即從巴峽穿巫峽，便下襄陽向洛陽。